# 堀内正春
堀内 正春（ほりうち まさはる、寛永18年（1641年） - 正徳3年7月25日（1713年9月14日））は、江戸時代中期の直心影流の剣術家。通称は源左衛門（げんざえもん）。名は一説に正儀（まさよし）。
下野国に生まれたという。直心影流に堀内流という一派を立てて、江戸の小石川牛天神下に道場を持った。この堀内道場は江戸においては有数の道場として名を馳せるようになる。門弟には赤穂浪士の堀部武庸や奥田重盛らがおり、特に堀部は堀内道場一の高弟で知られた。